# Sieradz (gmina wiejska)
Sieradz – gmina wiejska w województwie łódzkim, w powiecie sieradzkim. Siedziba gminy to Sieradz.
Według danych z 30 czerwca 2004 gminę zamieszkiwało 9781 osób.

## Historia
Do 1953 roku obszar obecnej gminy Sieradz stanowiły 3 gminy: Bogumiłów, Charłupia Mała i Męka. 21 września 1953 roku gminę Bogumiłów przemianowano na gminę Monice, a gminę Męka na gminę Woźniki. Gminy te zostały zniesione 29 września 1954 roku wraz z reformą wprowadzającą gromady w miejsce gmin. Jednostka o nazwie gmina Sieradz powstała 1 stycznia 1973 roku po reaktywowaniu gmin. W latach 1975–1998 gmina położona była w województwie sieradzkim.

## Struktura powierzchni
Według danych z roku 2002 gmina Sieradz ma obszar 181,63 km², w tym:
- użytki rolne: 72%
- użytki leśne: 20%

Gmina stanowi 12,18% powierzchni powiatu.

## Rezerwaty przyrody
Na terenie gminy znajduje się rezerwat przyrody Półboru chroniący zbiorowiska leśne dąbrowy świetlistej i fragmenty grądu oraz stanowiska roślin chronionych.

## Demografia

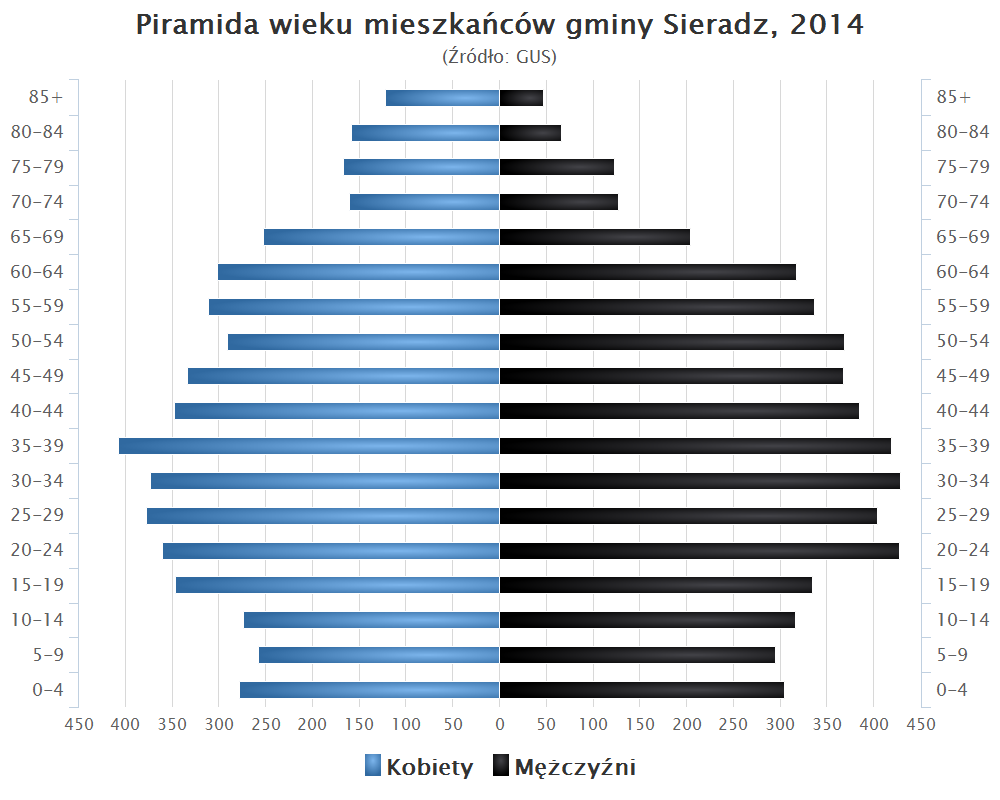
Piramida wieku mieszkańców gminy Sieradz w 2014 roku

Dane z 30 czerwca 2004:
| Opis                              | Ogółem | Ogółem | Kobiety | Kobiety | Mężczyźni | Mężczyźni |
| --------------------------------- | ------ | ------ | ------- | ------- | --------- | --------- |
| jednostka                         | osób   | %      | osób    | %       | osób      | %         |
| populacja                         | 9781   | 100    | 4791    | 49      | 4990      | 51        |
| gęstość zaludnienia (mieszk./km²) | 53,9   | 53,9   | 26,4    | 26,4    | 27,5      | 27,5      |

## Sołectwa
Biskupice, Bobrowniki, Bogumiłów, Borzewisko, Chałupki, Charłupia Mała, Chojne, Czartki, Dąbrowa Wielka, Dąbrówka, Dębina, Dzierlin, Dzigorzew, Grabowiec, Grądy, Jeziory, Kamionaczyk, Kłocko, Kolonia Okręglica, Kowale, Kuśnie, Łosieniec, Męcka Wola, Mnichów, Okręglica, Podłężyce, Ruda, Rzechta, Sokołów, Stoczki, Sucha, Wiechucice.
Miejscowości bez statusu sołectwa: Mokre Zborowskie, Monice, Okopy.

## Sąsiednie gminy
Brzeźnio, Burzenin, Sieradz (miasto), Warta, Wróblew, Zapolice, Zduńska Wola